# 다니에우 로비뉴
다니에우 산투스 시우바(포르투갈어: Daniel Santos Silva, 1989년 1월 9일 ~ ), 짧게는 다니에우 로비뉴(포르투갈어: Daniel Lovinho)로 불리는 브라질의 축구 선수로, 포지션은 공격수다. K리그 등록명은 로빙요였다.

## 축구인 경력

### 클럽 경력
로비뉴는 2004년 15세의 나이로 SE 파우메이라스에서 축구를 시작했다.
로비뉴는 2009년 1월 21일 브라질 상파울루주 최상위 리그 캄페오나투 파울리스타의 산투 안드레와의 경기에서 축구 선수로서 데뷔전을 가졌다. 같은 해 코리치바 FC와의 경기에서 첫 선발경기에 나섰다.
2010년 고이아스 EC로 1년간 임대되었다.
같은 해 9월, AA 폰치 프레타로 임대되었고, 이 곳에서 프로 무대 데뷔골을 기록했다.
2011년 말레이시아 프로 축구팀 트렝가누 FA로 임대되며, 자신의 커리어 첫 아시아 무대에 나섰다.
2013년 일본 J2리그의 더스파구사쓰 군마로 이적했다.
2015년 교토 상가 FC로 이적했다.
2017년 대한민국 K리그 챌린지 서울 이랜드 FC로 이적했다. 서울 이랜드에서 15경기에 출전하였으나, 0골 0도움을 기록하며 공격포인트 없이 시즌을 마무리지었다. 2018년 1월 8일 자유계약대상자로 풀려났다.

## 통계
2017년 10월 21일 기준
| 구단 경력   | 구단 경력         | 구단 경력   | 리그 | 리그 | FA컵 | FA컵 | 총합 | 총합 |
| 시즌        | 소속              | 디비전      | 출장 | 득점 | 출장 | 득점 | 출장 | 득점 |
| 일본        | 일본              | 일본        | 리그 | 리그 | FA컵 | FA컵 | 총합 | 총합 |
| ----------- | ----------------- | ----------- | ---- | ---- | ---- | ---- | ---- | ---- |
| 2013        | 더스파구사쓰 군마 | 2부         | 12   | 2    | 1    | 1    | 13   | 3    |
| 2014        | 더스파구사쓰 군마 | 2부         | 37   | 14   | 2    | 1    | 39   | 15   |
| 2015        | 교토 상가         | 2부         | 15   | 2    | 0    | 0    | 15   | 2    |
| 2016        | 교토 상가         | 2부         | 33   | 4    | 0    | 0    | 33   | 4    |
| 대한민국    | 대한민국          | 대한민국    | 리그 | 리그 | FA컵 | FA컵 | 총합 | 총합 |
| 2017        | 서울 이랜드       | 2부         | 15   | 0    | 0    | 0    | 15   | 0    |
| 커리어 통산 | 커리어 통산       | 커리어 통산 | 111  | 22   | 3    | 2    | 115  | 24   |